# Loltún

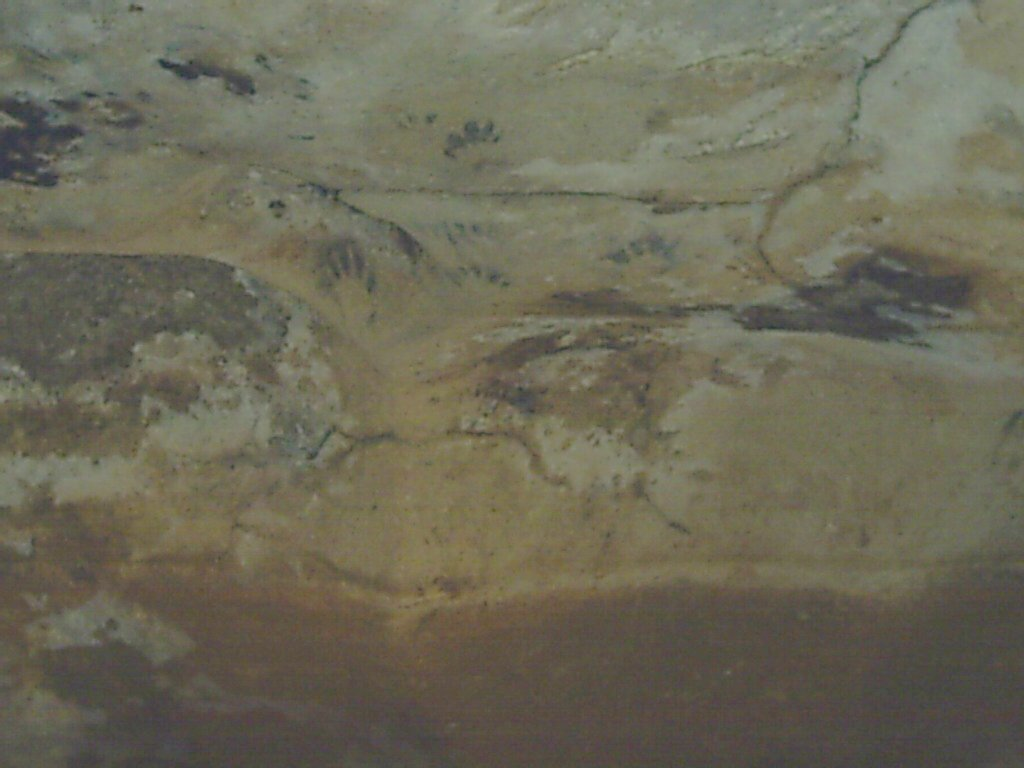
Pintura rupestre en cueva de Loltún, Yucatán.

Las grutas de Loltún (del maya "flor de piedra") forman parte del extenso sistema cavernoso localizado en el sur del estado de Yucatán, México. Se encuentran 6 km al sursudoeste de Oxkutzcab y 110 km al sureste de Mérida, la capital del estado.
Entre los más importantes hallazgos realizados en Loltún se encuentran evidencias de asentamientos humanos que datan del Pleistoceno, pinturas rupestres, (incluyendo manos humanas en negativo, rostros, animales y grecas escalonadas), piezas escultóricas y herramientas mayas e incluso osamentas de bisonte, mamut y tigre dientes de sable, que representan evidencia de los cambios climatológicos a los que la zona ha estado sometida.

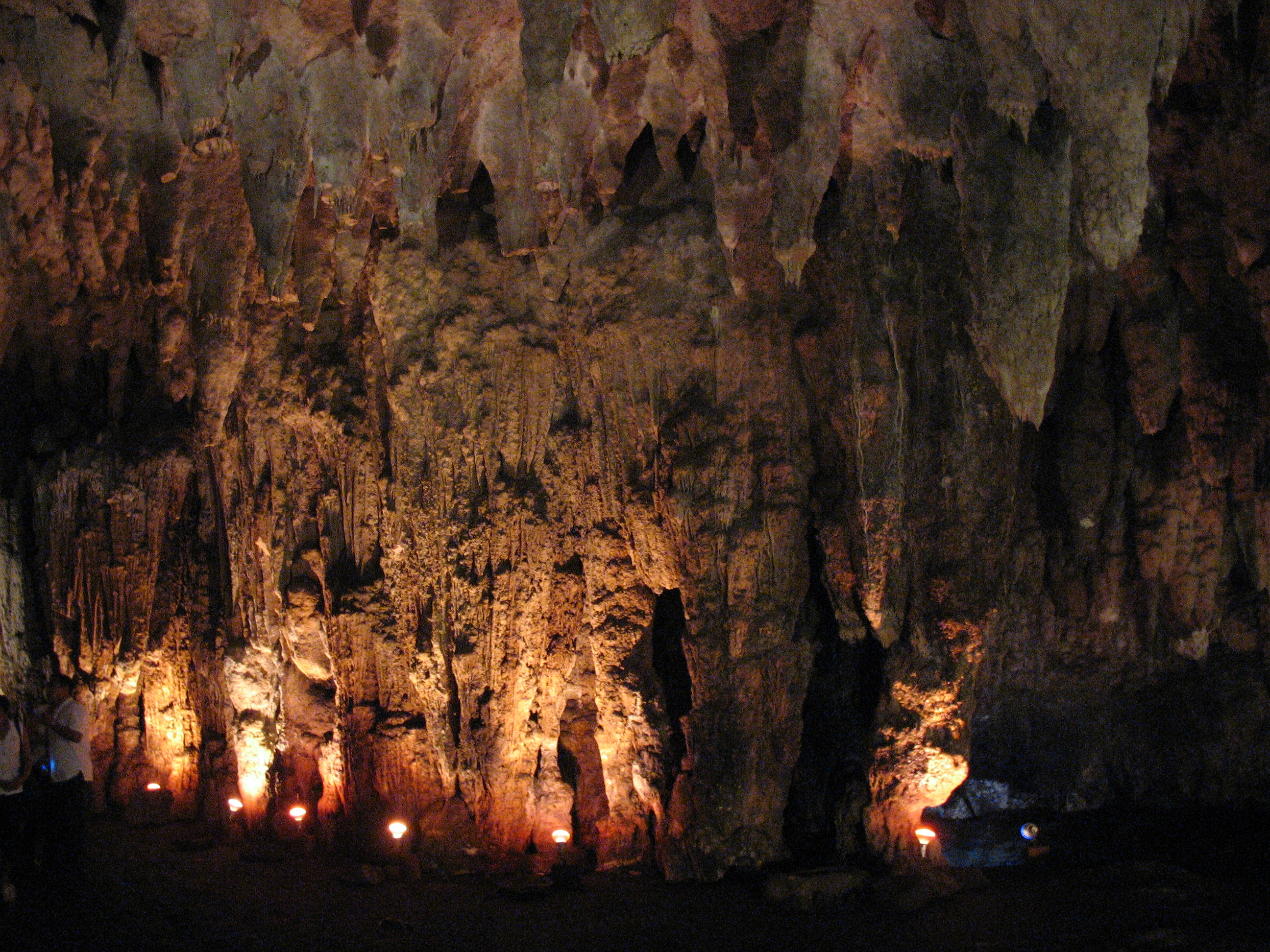
Grutas de Loltún, Yucatán.

Las grutas de Loltún se encuentran acondicionadas para ser recorridas con facilidad a lo largo de sus 2 km de extensión; sin embargo, es necesario entrar acompañado de un guía. Se estima que las grutas tienen una extensión total de 8 a 10 km pero únicamente han sido explorados los 2 km que están abierto al público, cabe mencionar que a pesar de llegar a los 65 m de profundidad en el interior se siente un clima cálido debido a las 9 aberturas con las que cuenta la gruta.

## Un poco más sobre las grutas
En las diversas salas, galerías y recámaras -a casi 60 m de profundidad y a lo largo de más de 700 m de extensión- se han encontrado diversas piezas arqueológicas, cerámica, artefactos de piedra, conchas marinas, petroglifos, correspondientes a la cultura maya en sus distintas etapas de desarrollo. También se han hallado restos de fauna extinta, como huesos de mamut, bisonte y felino.
Del período Preclásico destaca el bajo relieve conocido como el Guerrero de Loltún, ubicado en la entrada Nahkab (colmena), que parece estar emergiendo de las grutas y que se cree es el dios del inframundo. En esta sala, los metates que sirvieron para moler granos vegetales atestiguan la actividad humana que cobijaron sus muros.
De los períodos Clásico y Postclásico se pueden observar una serie de elementos culturales como pinturas rupestres con motivos de manos, rostros, animales, grecas o inscripciones y una gran variedad de petroglifos entre los que resaltan los de motivos de flores, de las cuales toma su nombre el lugar. Del siglo XIX hay barricadas construidas por rebeldes mayas que se refugiaron en varias grutas de la región durante la llamada Guerra de Castas.

## Datos curiosos
Se pueden admirar las muchas otras formaciones de traventinos que, por sus sugestivas y caprichosas formas, la imaginación popular las ha bautizado con peculiares nombres como La Catedral, La Galería del Cañón, La Mazorca de Maíz, El Cuarto de las Estalactitas, etc. Destacan por ejemplo, el salón denominado Cuarto de las Columnatas Musicales, formado por la unión de estalactitas y estalagmitas que cuando se golpean producen sonidos con distintas tonalidades, o una galería con su bóveda desplomada, por cuya cavidad descienden las raíces de los árboles y los rayos del sol.
En una de sus cavidades, conocida como Huechil (del maya huech, armadillo), se realizaron excavaciones donde en sus niveles más bajos se hallaron restos de fauna extinta como huesos de mamut, de bisonte, y de un felino, que indican un período de clima frío y de vegetación distinta a la actual, característica de un ambiente cálido y húmedo. Encima de estos había un nivel en el que aparecieron herramientas de piedra producidas por los primeros habitantes de la península.
Estas grutas se encuentran situadas a 7 km al suroeste de Oxkutzkab y a 24 km al noroeste de las ruinas de Labná.